# Den sidste station
Den sidste station er en dansk dokumentarfilm fra 2010 instrueret af Jacob Jessen efter manuskript af ham selv og Julie Sophie Vang.

## Handling
Filmen følger Alma, Mangna og Elisabeth, fra de forlader deres hjem og til de er flyttet ind på Betaniahjemmet, hvor de har svært ved at falde til. Filmen tegner et kærligt og ærligt portræt af de tre kvinder og med sin meget personlige vinkel samt fine æstetik, fremstår filmen som en unik fortælling om at blive for gammel til at klare sig selv.